# 신가중학교
신가중학교(新佳中學校)는 대한민국 광주광역시 광산구 신창동에 위치한 공립 중학교이다.

## 학교 연혁
- 2004년 3월 1일 : 개교
- 2004년 3월 1일 : 1학년 9학급, 특수학급 1학급
- 2012년 3월 1일 : 빛고을혁신학교 지정
- 2024년 3월 1일 : 빛고을혁신학교 재지정
- 2024년 9월 1일 : 제10대 이정희 교장 부임
- 2025년 1월 10일 : 제19회 졸업식(232명) 총 5,940명 졸업
- 2025년 3월 4일 : 2025학년도 신입생 입학(10학급 233명)

## 참고 자료
- 신가중학교 - 한국교육학술정보원 학교알리미